# Gołofiejewka (rejon wołokonowski)
Gołofiejewka (ros. Голофеевка) – wieś w Rosji, w obwodzie biełgorodzkim, w rejonie wołokonowskim. W 2021 liczyła 318 mieszkańców.